# Magnus Merck
Magnus Merck († 1930) war ein deutscher Unternehmer, Hof-Fotograf und Erfinder.

## Leben

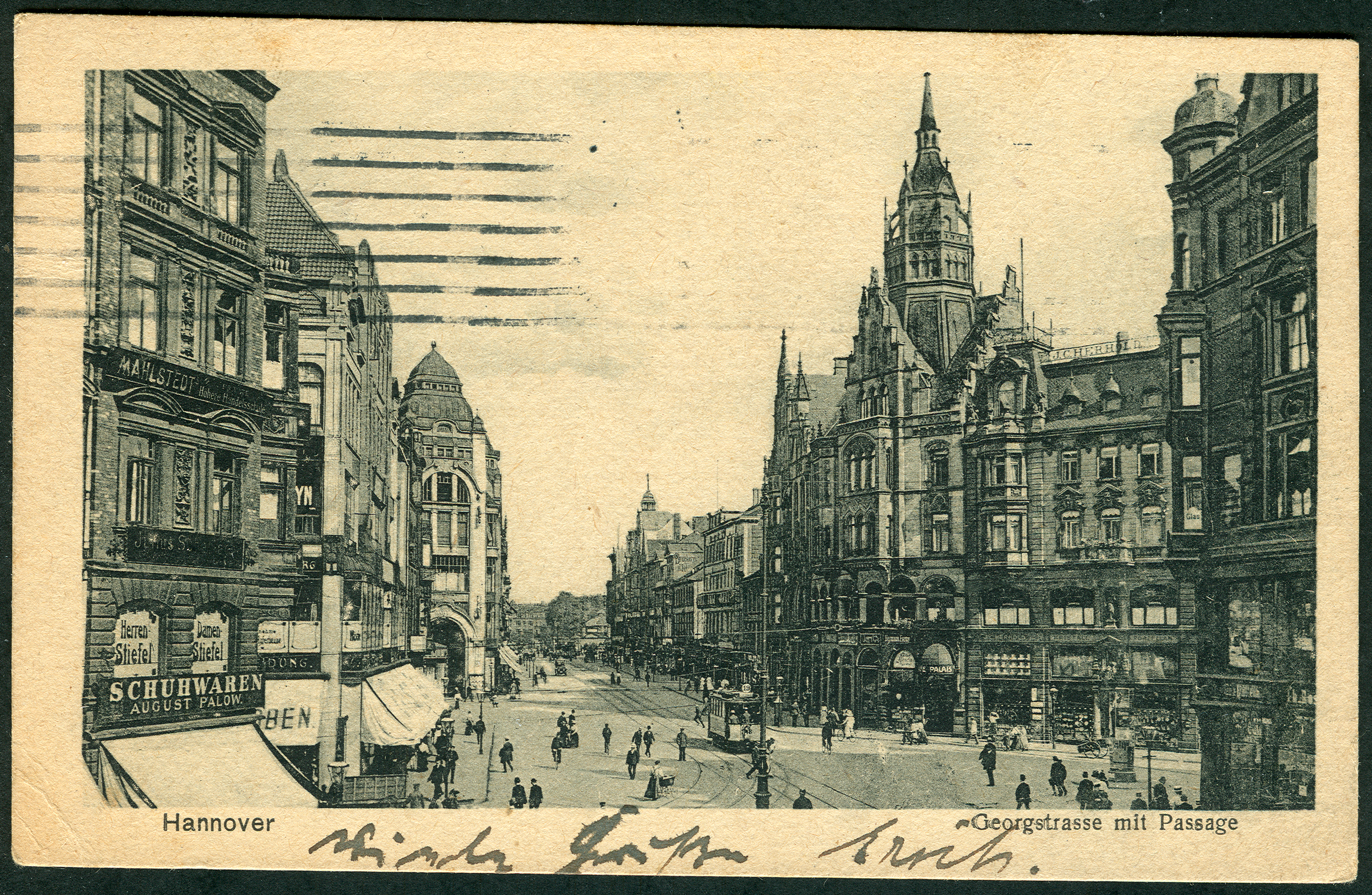
Im Eckgebäude Georgstraße 8 an der nach rechts weiterführenden Schillerstraße betrieben Magnus Merck und Julius Rosenstein um 1900 ihr Fotounternehmen.

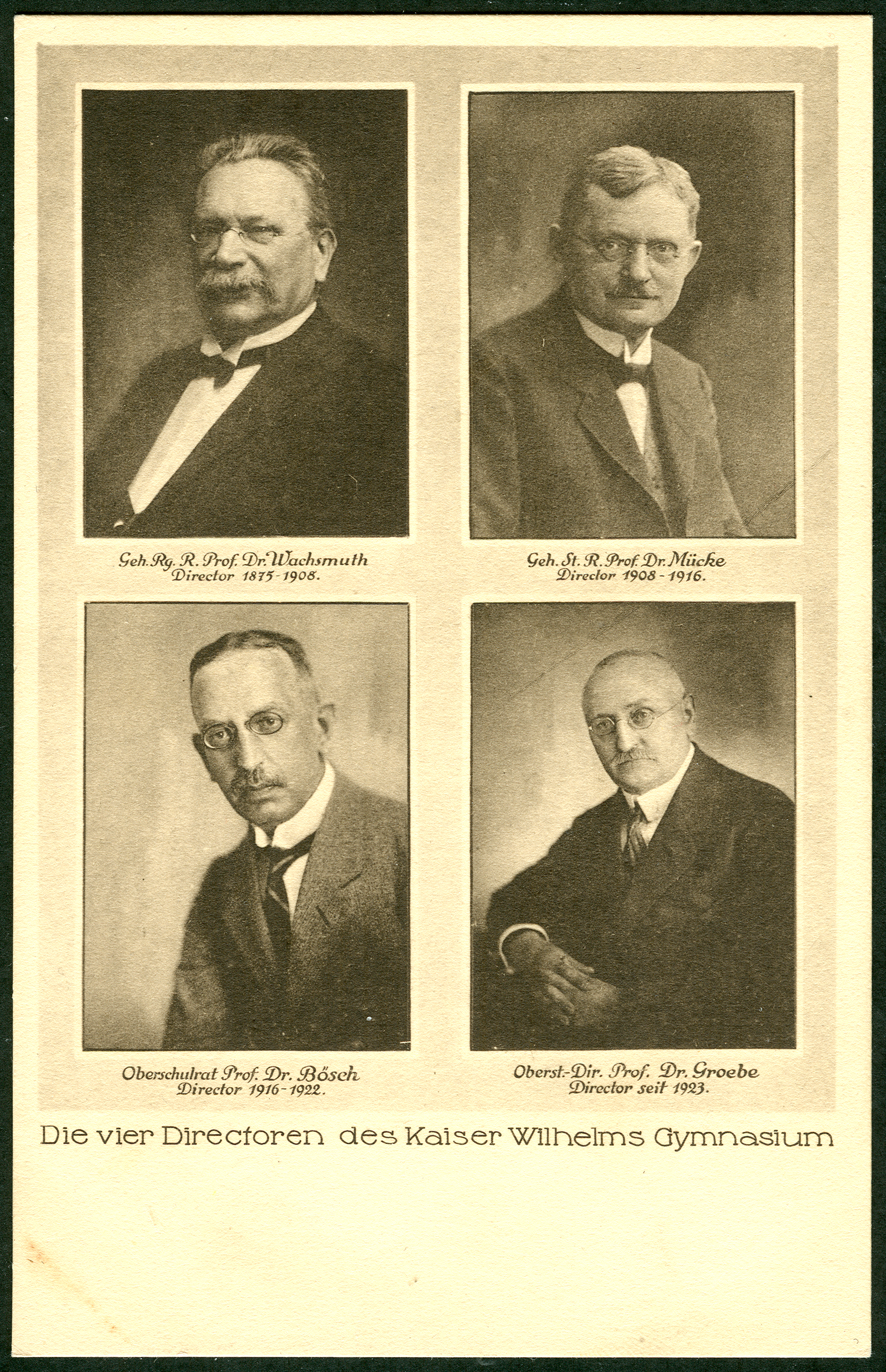
„Die vier Directoren des Kaiser Wilhelm Gymnasiums“: Wachsmuth, Mücke, Bösch und Groebe;
Ansichtskarte von Merck, 1925

Magnus Merck betrieb mit Julius Rosenstein kurz nach der Jahrhundertwende unter der Firma M. Merck in Hannover ein Unternehmen, das auch mit Zubehörteilen handelte. Die Geschäftsräume befanden sich in der Georgstraße 8 an der Ecke zur Schillerstraße. Noch zur Zeit der Weimarer Republik firmierte Merck als „Hofphotograph M. Merck“ unter der alten Geschäftsadresse.
Um 1904 meldeten Rosenstein und Merck für eine „Aus einer durch einen zweiarmigen Hebel bewegten Brandscheibe bestehende Löschvorrichtung für Dochtlampen“ unter der Nummer R. 19906 ein Patent an.
Zum 50-jährigen Gründungsjubiläum des Kaiser-Wilhelm-Gymnasiums Hannover erschien, bei Merck verlegt, eine Ansichtskarte, die die ersten vier Direktoren dieser Schule zeigte.
Magnus Merck war Mitglied der hannoverschen Fotografeninnung.